# برت هال
برت هال (انگلیسی: Brett Hull؛ زادهٔ ۹ اوت ۱۹۶۴) بازیکن هاکی روی یخ اهل کانادا است.
وی همچنین برندهٔ جوایزی همچون جام استنلی و تالار افتخارات هاکی شده‌است.
از باشگاه‌هایی که در آن بازی کرده‌است می‌توان به کلگری فلیمس و فینیکس کایوتیس اشاره کرد.